# Fülöp Vilmos pfalzi választófejedelem
Fülöp Vilmos (Neuburg an der Donau, 1615. november 24. – Bécs, 1690. szeptember 2.) a Rajnai Palotagrófság uralkodója (1685–1690), az első katolikus rajnai palotagróf. Az ő uralkodási idejében kezdődött el a pfalzi örökösödési háború.

## Élete

### Első házassága
1642. június 9-én Varsóban feleségül vette Anna Katalin Konstancia (1619–1651) lengyel királyi hercegnőt, III. Zsigmond lengyel–svéd király és Habsburg Konstancia osztrák főhercegnő leányát. A házasságból nem születtek élő utódok, csak egy halva született fiú (1645).

### Második házassága
1651-ben megözvegyült. 1653. szeptember 3-án Schwalbachban feleségül vette a nála 20 évvel fiatalabb Erzsébet Amália Magdolna hessen-darmstadti tartománygrófnőt (1635–1709), II. György hessen-darmstadti tartománygróf és Zsófia Eleonóra szász hercegnő leányát, aki a házasságkötés feltételeként áttért a római katolikus vallásra. A házasságból 17 gyermek született, közülük 14-en érték meg a felnőttkort:
- Eleonóra Magdolna (1655. január 6. – 1720. január 19.), ő 1676-ban nőül ment I. Lipót német-római császárhoz, akinek 10 gyermeket (József, Krisztina, Mária Erzsébet, Lipót József, Mária Anna, Mária Terézia, Károly, Mária Jozefa, Mária Magdaléna és Mária Margit) szült
- Mária Adelheid Anna (1656. január 6. – 1656. december 22.)
- Zsófia Erzsébet (1657. május 25. – 1658. február 7.)
- János Vilmos József (1658. április 19. – 1716. június 8.)  kétszer nősült, első felesége Mária Anna Jozefa osztrák főhercegnő lett 1678-ban, aki két fiút szült neki, ám ők még csecsemőként meghaltak, az asszony 1689. április 4-én hunyt el, János pedig újraházasodott. Második felesége Medici Anna Mária Lujza toszkánai nagyhercegnő lett 1691. április 29-én, aki nem szült gyermeket.
- Wolfgang György Frigyes (1659. június 5. – 1683. június 4.) Breslau püspökfejedelme 1682 és 1683 között
- Lajos Anton (1660. június 9. – 1694. május 4.) Worms püspöke 1693-tól 1694-ig
- Károly Fülöp (1661. november 4. – 1742. december 31.) háromszor nősült, első hitvese Radziwiłł Ludovika Karolina porosz arisztokrata hölgy lett 1688. augusztus 10-én, aki négy gyermekkel (Leopoldina Eleonóra, Mária Anna, Erzsébet Auguszta Zsófia és egy halvaszületett fiúgyermek) ajándékozta meg férjét, de 1695. március 25-én meghalt gyermekágyi lázban, özvegye pedig újranősült. Második felesége 1701. december 15-én Lubomirska Teréza Katalin lengyel arisztokrata hölgy lett, aki két leányt (Teofília Erzsébet Franciska Felicitász és Anna Erzsébet Teofília) szült. Teréza 1712. január 6-án meghalt, Károly pedig harmadjára is oltár elé állt. Következő hitvese Jolán Terézia (Thurn und Taxis grófnő) lett 1728-ban, aki nem szült örököst férjének.
- Sándor Zsigmond (1663. április 16. – 1737. január 24.) 1691 és 1737 között Augsburg püspöke
- Ferenc Lajos (1664. július 18. – 1732. április 6.) püspök és érsek 1683 és 1732 között
- Frigyes Vilmos (1665–1689)
- Mária Zsófia Erzsébet (1666. augusztus 6. – 1699. augusztus 4.) 1687. július 2-án nőül ment a későbbi II. Péter portugál királyhoz, akinek 9 gyermeket (João herceg, János herceg, Ferenc herceg, egy halvaszületett leány, Franciska Xavéria infánsnő, Antónió herceg, Teréza infánsnő, Mánuel herceg és Franciska Jozefa Xavéria infánsnő) szült
- Mária Anna (1667. október 28. – 1740. július 16.) spanyol királyné, II. Károly spanyol király 2. felesége, gyermekei nem születtek
- Fülöp Vilmos Ágost (1668. november 19. – 1693. április 5.) 1690. október 29-én feleségül vette Szász-Lauenburgi Anna Mária Franciska hercegnőt, akinek tőle két gyermeke született, Leopoldina Eleonóra és Mária Anna Karolina.
- Dorottya Zsófia (1670. július 5. – 1748. szeptember 15.) 1690. szeptember 17-én hozzáment Farnese Odoardo pármai herceghez, akinek két gyermeket szült, Sándor Ignácot és Erzsébetet, majd férje 1693. szeptember 6-án bekövetkezett halála után 1696. december 7-én ismét férjhez ment, ezúttal Odoardo féltestvéréhez, Farnese Ferenc herceghez, akitől azonban nem születtek gyermekei.
- Hedvig Erzsébet Amália (1673. július 18. – 1722. augusztus 10.) 1691. február 8-án nőül ment Sobieski Jakab Lajos Henrik herceghez, III. János lengyel király fiához, akinek 6 gyermeket (Mária Leopoldina, Mária Kazimíra, Mária Karolina, János, Mária Klementina és Mária Magdolna) szült.
- János (1675–1675)
- Leopoldina Eleonóra Jozefa (1679-1693)